# جامعة نامور
جامعة نامور هي جامعة كاثوليكية بلجيكيّة من مدينة نامور، عاصمة إقليم والونيا. تأسّست سنة 1831 إثر استقلال بلجيكا عن مملكة هولندا المتحدة. تأسّست في الأصل على يد مجموعة من اليسوعيين.